# Proso
Navadno proso (znanstveno ime Panicum miliaceum) je kulturna rastlina. Divji prednik prosa in njegov geografski izvor nista znana, vendar se je kot kulturna rastlina prvič pojavilo pred približno 7000 leti na območju Kavkaza in Kitajske, kar kaže, da so ga neodvisno udomačili na obeh območjih hkrati. Danes proso intenzivno pridelujejo v Indiji, Rusiji, Ukrajini, Turčiji, Romuniji in na Bližnjem vzhodu. Proso je žito brez glutena, zato ga lahko vključimo v prehrano ljudi s celiakijo.
Proso je dobro prilagojeno na rast v različnih prsteh in podnebnih pogojih. Ima kratko rastno sezono in dobro prenaša sušo. Proso ima izmed vseh žit verjetno najnižje potrebe po vodi. Zaradi tega je odlična poljščina za sušna področja in primerno za kmetijstvo brez obdelave tal. Proso je enoletna rastlina, ki v višino zraste približno 100 centimetrov. Klasje zraste v šopkih. Semena so majhna (premer 2-3 milimetre) in so lahko kremne, rumene, oranžno-rdeče ali rjave barve.

## Zgodovina in udomačitev
Divji prednik prosa še ni zadovoljivo določen. Plevelaste oblike prosa so našli v osrednji Aziji, v območju od Kaspijskega jezera na zahodu do kitajske province Šindžjang na vzhodu in Mongolije na severu. To vrsto divjega prosa so našli tudi v neolitskih nahajališčih v Gruziji (5. in 4. tisočletje pr. n. št.) in na območju poljedelskih vasi kulture Yangshao na vzhodu Kitajske. Nedolgo za prvim pojavom v Gruziji se je proso prvič pojavilo tudi v vzhodni in srednji Evropi. V naslednjih tisoč letih se je razširilo na območje Italije, Grčije in Irana. Na Bližnjem vzhodu so najzgodnejše dokaze (700 let pr. n. št.) o pridelavi prosa našli v ruševinah mesta Nimrud v Iraku. 

## Uporaba
Navadno proso je eno izmed vrst prosa, ki jih ne gojijo v Afriki. V ZDA, nekdanjih državah Sovjetske zveze in nekaterih državah Južne Amerike ga gojijo predvsem kot krmno rastlino. 

## Prehranska vrednost
Oluščeno zrnje prosa imenujemo prosena kaša. Je rahlo sladkastega okusa. Starim Slovanom je proso pomenilo simbol rodovitnosti, zato je bila prosena kaša najpomembnejša obredna jed pri ženitovanjih.
Proso vsebuje približno 11% beljakovin; podobno vsebnost beljakovin ima tudi pšenica. Proso je bogato z vitamini skupine B, posebej z niacinom (B3), pirodoksinom (B6) in folno kislino (B9), kalcijem, železom, kalijem, magnezijem in cinkom. Proso ne vsebuje glutena, zato je primerno za pripravo vzhajanega kruha samo, če ga pomešamo s pšenico.